# پوشش زیست‌تقلید ضد خزه
پوشش زیست‌تقلید ضد خزه، نوعی لایه محافظتی است که با الگوبرداری از سازوکارهای طبیعی، از تجمع و چسبیدن ارگانیسم‌های دریایی بر روی سطوح، به‌ویژه در محیط‌های دریایی، جلوگیری می‌کند. برخلاف پوشش‌های زیست‌تقلید رایج که عمدتاً مبتنی بر ترکیبات شیمیایی مصنوعی هستند، پوشش‌های زیست‌تقلید تلاش دارند با استفاده از سازوکارهای بوم‌سازگار الهام‌گرفته از طبیعت، عملکرد مشابهی داشته باشند، بدون آن‌که تأثیرات منفی بر محیط زیست داشته باشند. پوشش‌های سنتی ضد خزه اغلب حاوی ترکیباتی نظیر تری‌بوتیل‌تین هستند؛ موادی که به‌طور گسترده در رنگ‌های مخصوص بدنه کشتی‌ها به کار می‌روند تا از رشد و چسبندگی ارگانیسم‌هایی مانند بالانوس‌ها جلوگیری کنند. هرچند این ترکیبات در جلوگیری از رسوب‌گذاری زیستی بسیار مؤثرند، اما آثار سوء فراوانی بر اکوسیستم‌های دریایی دارند. مطالعات متعدد نشان داده‌اند که این ترکیبات قلع‌دار می‌توانند تعادل زنجیره‌های غذایی در دریا را برهم زده، موجب مرگ و میر جانداران مختلف شده و تنوع زیستی را کاهش دهند.
پوشش‌های زیست‌تقلید ضد خزه از نظر اقتصادی بسیار سودآور هستند، چرا که ضمن برخورداری از اثرگذاری قابل توجه، کمترین آسیب را به محیط زیست وارد می‌کنند. این پوشش‌ها، به دلیل ماهیت بوم‌سازگار و کارآمدی اثبات‌شده‌شان، توجه گسترده‌ای را در میان محققان و صنعتگران جلب کرده‌اند. برخی از ویژگی‌های فیزیکی و عملکردی این نوع پوشش‌ها را می‌توان از طریق زوایای تماس به‌دست‌آمده از معادله ونزل و نیز شاخص انرژی بازیابی (ERI) پیش‌بینی کرد. این شاخص‌ها در طراحی سطوحی با خاصیت ضدچسبندگی نقش کلیدی دارند و به محققان امکان می‌دهند تا عملکرد پوشش را پیش از تولید و آزمایش فیزیکی، به‌صورت نظری ارزیابی کنند. در این میان، ساختارهای طبیعی مانند پوست کوسه الهام‌بخش طراحی سطوح با قابلیت ضدخزه بالا بوده‌اند. پوست کوسه به‌دلیل دارا بودن میکروساختارهایی خاص، توانایی قابل توجهی در جلوگیری از چسبیدن جانداران دریایی دارد و الگویی ارزشمند برای توسعه پوشش‌های صنعتی محسوب می‌شود. این الگوبرداری طبیعی به پژوهشگران کمک کرده است تا نسل‌های جدیدی از پوشش‌های زیست‌الهام را طراحی کنند که از نظر دوام، اثربخشی و سازگاری زیست‌محیطی، عملکرد بسیار بالاتری نسبت به پوشش‌های شیمیایی سنتی دارند.

## روش‌های شیمیایی
بیشتر پوشش‌های ضد رسوب بر پایه ترکیبات شیمیایی هستند که مانع از رسوب‌گذاری می‌شوند. وقتی این زیست‌کش‌ها در پوشش‌های دریایی گنجانده می‌شوند، به محیط اطراف نفوذ کرده و رسوب‌گذاری را به حداقل می‌رسانند. عامل ضد رسوب مصنوعی کلاسیک، تریبوتیلین (TBT) است. زیست‌کش‌های طبیعی معمولاً تأثیر زیست‌محیطی کمتری دارند اما اثربخشی آنها متغیر است.

ساختار شیمیایی بوفالین (۳٬۴-دی هیدروکسی بوفا-۲۰٬۲۲ دی نولید)

زیست‌کش‌های طبیعی در منابع متنوعی از جمله اسفنج دریایی، جلبک‌ها، مرجان‌ها، توتیاهای دریایی، باکتری‌ها و آبدزدک دریایی یافت می‌شوند و شامل سموم، بیهوش کننده‌ها و مولکول‌های مهارکننده رشد/چسبندگی/ دگردیسی می‌شوند. به عنوان یک گروه، ریزجلبک‌های دریایی به تنهایی بیش از ۳۶۰۰ متابولیت ثانویه تولید می‌کنند که نقش‌های اکولوژیکی پیچیده‌ای از جمله دفاع در برابر شکارچیان و همچنین محافظت در برابر رسوب را ایفا می‌کنند و علاقه علمی به غربالگری محصولات طبیعی دریایی به عنوان زیست‌کش‌های طبیعی را افزایش می‌دهند. زیست‌کش‌های طبیعی معمولاً به دو دسته تقسیم می‌شوند: ترپن‌ها (که اغلب حاوی گروه‌های لیگاند غیراشباع و گروه‌های عاملی اکسیژن الکترونگاتیو هستند) و غیرترپن‌ها.

یک عیب قابل توجه عوامل شیمیایی زیست‌تقلید، طول عمر مفید کم آنهاست. از آنجایی که زیست‌کش‌های طبیعی برای مؤثر بودن باید از پوشش خارج شوند، سرعت این خروج یک پارامتر کلیدی است.
که در آن L a کسری از بایوساید آزاد شده واقعی (معمولاً حدود ۰٫۷)، a کسر وزنی ماده مؤثر در بایوساید، DFT ضخامت لایه خشک، W a غلظت بایوساید طبیعی در رنگ مرطوب، SPG وزن مخصوص رنگ مرطوب و SVR درصد حجمی رنگ خشک به رنگ مرطوب است.

## تقلیدکننده‌های پوست کوسه
یک دسته از پوشش‌های ضدخزه زیست‌تقلیدی از سطح پوست کوسه الهام گرفته شده‌اند که از فلس‌های ماهی نانومقیاس با همپوشانی تشکیل شده است که دارای برآمدگی‌های موازی هستند و به‌طور مؤثری از کثیف شدن کوسه‌ها حتی هنگام حرکت با سرعت کم جلوگیری می‌کنند. به نظر می‌رسد ویژگی‌های ضد رسوب طرح‌های الهام گرفته از پوست کوسه به شدت به شاخص زبری مهندسی شده (ERI) وابسته است.
که در آن r نسبت زبری ونزل، n تعداد ویژگی‌های سطحی متمایز در طراحی سطح و φ کسر مساحت بالای ویژگی‌های سطحی متمایز است. یک سطح کاملاً صاف، ERI برابر با صفر خواهد داشت.